# II Festival de Iquique
El Festival de Iquique de 2009 fue la segunda edición del festival más importante del norte de Chile, y uno de los más importantes del país, solo superado por el Festival de Viña del Mar. Éste se realizó los días 20, 21 y 22 de 2009 en el ex Estadio Cavancha , ubicado en Iquique, Chile. El animador de la noche fue el experimentado Antonio Vodanovic, quien ya lo había hecho en la edición anterior del festival en 2008.

## Historia
Después del exitoso "debut" del festival en la edición de 2008, la Ilustre Municipalidad de Iquique decidió repetir el festival y realizar una nueva versión de este, planeando su desarrollo en el verano de 2009.
Los realizadores del festival comenzaron a hacer sus llamadas a los artistas que tenían en carpeta. Los artistas que fueron solicitados fueron, entre otros, Daddy Yankee, Julio Iglesias, José Luis Rodríguez y Stefan Kramer. Todos ellos accedieron a firmar el contrato excepto Julio Iglesias, quien fue reemplazado por Marco Antonio Solís. Además de otros artistas nacionales como La Noche y Bombo Fica.
Para comenzar la segunda versión del Festival de Iquique se escogió al experimentado animador chileno Antonio Vodanovic, quien animó la primera versión del festival en 2008

## Desarrollo

### Día 1 (jueves 14)

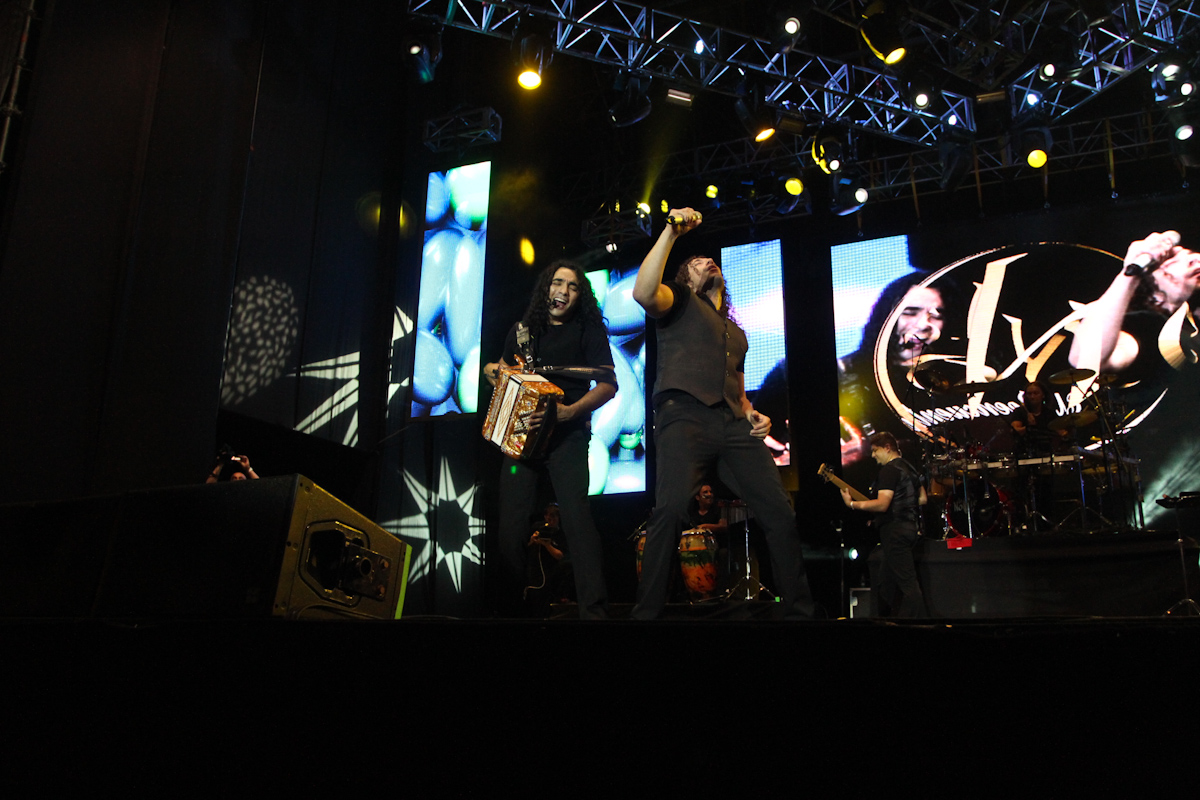
El grupo nacional La Noche abrió el festival en su segunda edición.

En la segunda versión del festival se escogió al grupo La Noche, quien pasaba por su mejor momento como agrupación musical. El grupo se llevó la boya de plata y el reconocimiento del público. Siguió con el desarrollo de este el músico y cantante argentino Fito Páez, quien encantó al conglomerado nortino con su música. Para terminar la primera parte de la edición el plato fuerte de la noche fue el venezolano José Luis Rodríguez.
- La Noche
- Fito Páez
- José Luis Rodríguez

### Día 2 (viernes 15)

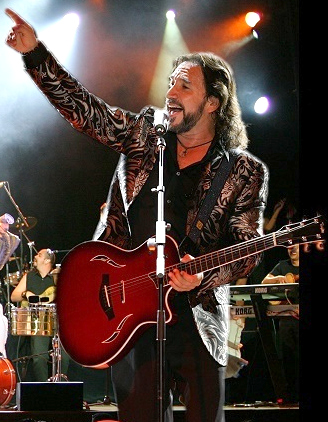
El mexicano Marco Antonio Solís fue el artista más esperado de la segunda noche.

En la segunda noche del certamen se presentó para abrirla el conjunto argentino Dios salve a la reina, un reconocido grupo que rinde un homenaje a la carrera musical de la banda británica de rock Queen. Ellos ya habían estado presentes en la edición inaugural del año anterior. El primer humorista de esta versión del festival estuvo a cargo del nacional Bombo Fica, quien supo como hacer reír al público asistente. Y para terminar estuvo el cantante y compositor mexicano Marco Antonio Solís, quien encantó al público femenino y de más avanzada edad presente en el Estadio Cavancha.
- Dios salve a la reina
- Bombo Fica
- Marco Antonio Solís

### Día 3 (sábado 16)

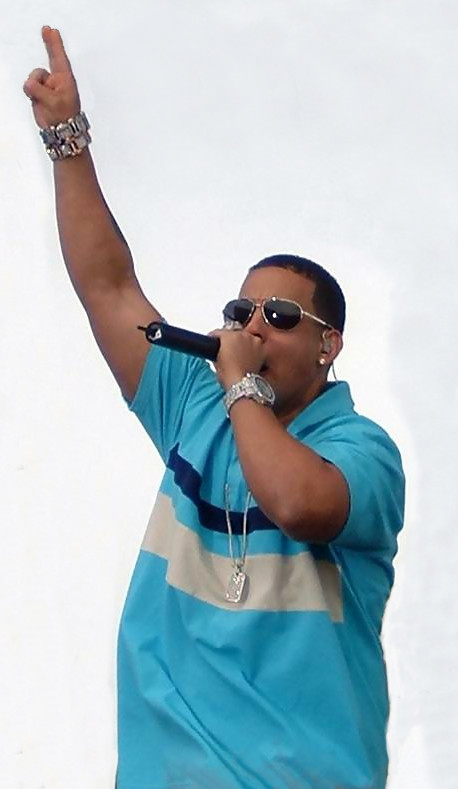
Daddy Yankee se encargó cerrar la 2° versión del festival.

Para cerrar la edición del festival el encargado fue la famosa agrupación argentina Babasónicos, quien hizo su primera visita a la ciudad del norte de Chile. Siguió el desarrollo de la noche con el humor de Stefan Kramer, quien imitando a famosos logró cautivar a la gente. Para terminar la versión número 2 del festival estuvo el cantante urbano puertorriqueño Daddy Yankee, quien hizo su mejor show y mostró su mejor performance a los iquiqueños. Des afortunadamente su actuación se vio opacada por incidentes a las afueras del estadio, protagonizado por gente que no alcanzó a entrar al recinto.
- Babasónicos
- Stefan Kramer
- Daddy Yankee